# Yves Letort
Pour les articles homonymes, voir Letort.
 (juillet 2025).
La mise en forme du texte ne suit pas les recommandations de Wikipédia : il faut le « wikifier ».
Les points d'amélioration suivants sont les cas les plus fréquents :
- Les titres sont pré-formatés par le logiciel. Ils ne sont ni en capitales, ni en gras.
- Le texte ne doit pas être écrit en capitales (les noms de famille non plus), ni en gras, ni en italique, ni en « petit »…
- Le gras n'est utilisé que pour surligner le titre de l'article dans l'introduction, une seule fois.
- L'italique est rarement utilisé : mots en langue étrangère, titres d'œuvres, noms de bateaux, etc.
- Les citations ne sont pas en italique mais en corps de texte normal. Elles sont entourées par des guillemets français : « et ».
- Les listes à puces sont à éviter, des paragraphes rédigés étant largement préférés. Les tableaux sont à réserver à la présentation de données structurées (résultats, etc.).
- Les appels de note de bas de page (petits chiffres en exposant, introduits par l'outil «  Source ») sont à placer entre la fin de phrase et le point final[comme ça].
- Les liens internes (vers d'autres articles de Wikipédia) sont à choisir avec parcimonie. Créez des liens vers des articles approfondissant le sujet. Les termes génériques sans rapport avec le sujet sont à éviter, ainsi que les répétitions de liens vers un même terme.
- Les liens externes sont à placer uniquement dans une section « Liens externes », à la fin de l'article. Ces liens sont à choisir avec parcimonie suivant les règles définies. Si un lien sert de source à l'article, son insertion dans le texte est à faire par les notes de bas de page.
- La présentation des références doit suivre les conventions bibliographiques. Il est recommandé d'utiliser les modèles {{Ouvrage}}, {{Chapitre}}, {{Article}}, {{Lien web}} et/ou {{Bibliographie}}. Le mode d'édition visuel peut mettre en forme automatiquement les références.
- Insérer une infobox (cadre d'informations à droite) n'est pas obligatoire pour parachever la mise en page.

Pour une aide détaillée, merci de consulter Aide:Wikification.
Si vous pensez que ces points ont été résolus, vous pouvez retirer ce bandeau et améliorer la mise en forme d'un autre article.
 (juillet 2025).
 (août 2025).
Yves Letort, fut une figure notable dans les domaines de la minéralogie, de l'industrie des matériaux réfractaires et de l'alpinisme en France de l'après-guerre.

## Biographie
Né le 6 juillet 1898 à Saint-Estèphe (Gironde) et décédé le 27 novembre 1988 à Paris,, Yves Letort est le fils de Léon Letort et Louise Eugénie Hélène Noguères, tous deux instituteurs. Il épouse Amélie Isabelle Smeaton le 11 juillet 1921 à Paris. De cette union naît un fils, Claude Alain Letort,.

## Carrière professionnelle et scientifique
Ingénieur de l'École centrale des arts et manufactures et licencié ès sciences, Yves Letort a exercé des fonctions académiques et industrielles significatives :
- Professeur de minéralogie[4] : Il a enseigné la géologie et la minéralogie à l'École Nationale de céramique de Sèvres[5] et durant vingt-cinq ans à l'École Centrale de Paris.
- Industriel : Il fut directeur général de la Société des produits réfractaires[3].
- Il a également occupé la fonction de Directeur Général de la Société française de céramique[6].
- Chargé de mission scientifique en Inde en 1955[7].
- Il a été Vice-Président de l'Institut de Céramique de France en 1965, 1968, 1969 et 1970[5].
- Il a été nommé président de la commission du Groupe Français des Argiles du CNRS le 18 mai 1967 pour la période 1967 -1970[8].
- Il fut président de la Société de Minéralogie et de cristallographie à partir de 1971[9], élu lors de l'Assemblée Générale du 14 janvier 1971.

## Publications et contributions scientifiques
- Contributions scientifiques : Il est l'auteur du manuel de Minéralogie : Les minéralisateurs des transformations de la Silice[6].
- Il a écrit un livre de référence sur les produits réfractaires[10], des notices diverses rédigés a l'ocasion de deplacement en mission au Etats Unis : L'industrie céramique aux États-Unis d'Amérique en 1946[11],[12], en Inde en 1955 [7] et une étude sur la cuisson de la porcelaine en France en 1944 [13]
- Il a également publié des revues de publications scientifiques[14],[15] et des articles dans la Revue de Minéralogie[16]
- Et des articles ou des cours sur les céramiques techniques et refractaires[17],[18],[19].

## Rôle au sein du Club alpin français et durant la Seconde Guerre Mondiale
Yves Letort a également eu un rôle important, au sein du Club Alpin Français (CAF) pendant la Seconde Guerre Mondiale et les années qui ont suivi :
- Entrée au Comité de Direction[20] : Il devient membre du comité de direction du CAF le 4 mai 1942. À cette période, les effectifs du Club avaient diminué et la situation financière était affectée par le contexte de guerre.
- Président par intérim face au Régime de Vichy (1942-1943) : Le gouvernement de Vichy envisageait de fragmenter le CAF et de nationaliser ses refuges. Le 15 octobre 1942, le CAF reçut un ultimatum pour accepter ces conditions. Yves Letort, avec le soutien du comité de direction et de Paul Lauras, refusa ces propositions. En raison de désaccords entre les commissariats aux sports et au tourisme, la décision fut retardée. Le 10 octobre 1943, le comité de direction donna tous pouvoirs à Yves Letort pour faire fonction de président du CAF, Paul Lauras étant désigné pour le remplacer en cas d'absence. Cette mesure permit de maintenir l'unité des structures du CAF.
- Soutien à la Résistance : Les refuges du CAF, bien que peu entretenus, sont restés la propriété du Club et ont été utilisés par des membres de la Résistance. Yves Letort et Paul Lauras, en accord avec d'anciens officiers de l'armée dissoute, ont associé le CAF à la création de Jeunesse et Montagne, une branche des chantiers de jeunesse. L'objectif était de former un encadrement pour la Résistance, puis pour les régiments de chasseurs alpins.
- Président du CAF et de la Fédération française de la montagne (1945-1948) : Lors de la première assemblée générale du CAF depuis 1939, tenue en 1945, Yves Letort fut élu président du Club alpin français le 28 octobre 1945. Paul Lauras fut nommé vice-président. Yves Letort exerça la présidence du CAF jusqu'en avril 1948. Il fut également l'un des fondateurs et le président de la Fédération française de la montagne (FFM) en 1945. Il fut membre du Comité de l'Himalaya et a contribué à aider Maurice Herzog dans l'organisation de l'expédition à l'Annapurna.
- Rapprochement avec le GHM : Il a contribué au rapprochement entre le Groupe de Haute Montagne (GHM) et le CAF, ce qui a mené à l'entrée de Lucien Devies au comité de direction, puis à la commission des travaux en montagne et enfin à la présidence du Club.

Yves Letort a été nommé commandeur du Mérite Sportif au titre du CAF. Il est resté membre du comité de direction du CAF jusqu'en 1968 et membre du comité scientifique.
Yves Letort fut nommé chevalier de la Légion d'honneur, soutenu par le ministre de l'éducation nationale, en qualité de président de la fédération française de la Montagne; 30 ans de services. Puis il a été promu au grade de officier de la légion d'honneur soutenu par le ministre de l'éducation nationale, de la jeunesse et des sports, en qualité de conseiller à l'enseignement technique à Paris.